# Supraviețuitorii (Star Trek: Generația următoare)

The Survivors este cel de-al treilea episod al celui de-al treilea sezon al serialului științifico-fantastic „Star Trek: Generația următoare”, cel de-al 51-lea episod, difuzat pentru prima data pe 9 octombrie 1989.

## Prezentare
În acest episod, Enterprise ajunge la o colonie a Federației, unde cu excepția a doi locuitori, toți ceilalți 11.000 de locuitori au fost uciși de un atacator misterios. Cei doi supraviețuitori, Kevin și Rishon Uxbridge, un cuplu în vârstă (interpretați de John Anderson și Anne Haney), refuză ajutorul și nu vor să fie salvați. Echipajul navei trebuie să stabilească de ce numai doi supraviețuitori au rămas pe o planetă distrusă. 
Episodul este inspirat de conceptele din „Societatea Prietenilor”, colocvial, Quakers. Fraza „Conștiința Specială” face parte din teologia Quaker, referindu-se la ideea că există un fragment al lui Dumnezeu în fiecare persoană. Pacifismul, etica, lipsa de acțiune prezentată în episod sunt de asemenea parte din teologie. 

## Povestea
Nava stelară Enterprise-D a Federației, sub comanda căpitanul Picard (Patrick Stewart), răspunde la un apel de pericol venit din partea unei colonii a Federației Delta Rana IV și descoperă că planeta este devastată și lipsită de viață, cu excepția unei bucăți de pământ care conține o casă și vegetație. Transportându-se la suprafață, echipajul navei se întâlnește cu ocupanții umani ai casei, Kevin și Rishon Uxbridge. Lt. Cdr. Data povestește informații personale despre cuplu, impresionându-i. Ei au fost martorii atacului care a distrus colonia, dar nu sunt conștienți de faptul că ei sunt singurii supraviețuitori. Deși Kevin ar prefera ca Enterprise să-i lase în pace, Rishon permite echipei să verifice casa pentru a găsi un motiv pentru care ar fi putut fi cruțați. Echipa, care nu găsește nimic interesant decât o micuță cutie muzicală, insistă ca familia Uxbridge să ajungă pe Enterprise pentru siguranța lor, dar aceștia refuză. La bordul Enterprise, consilierul Troi aude muzica din cutia muzicală în mintea ei într-o buclă continuă, muzică ce începe să o înnebunească. În cele din urmă devine isterică, fiindu-i indusă o comă forțată.
O nave spațială necunoscută apare pe orbită și începe să atace Enterprise, apoi se întoarce și pleacă cu viteză mare. Enterprise pornește în urmărirea sa, dar nu reușește să depășească nava spațială; în cele din urmă căpitanul Picard ordonă întoarcerea la planetă a navei. Picard se teleportează la suprafață împreună cu Worf pentru a vizita familia Uxbridge; Kevin sugerează că au fost cruțați pentru că sunt pacifiști. După întoarcerea echipei, nava spațială apare din nou pe orbită, dar Picard ordonă ca Enterprise să părăsească sistemul, crezând că cineva se joacă cu echipajul.
Când se întorc la planetă, nava nu se găsește nicăieri, iar Picard se teleportează la suprafață pentru a convinge familia Uxbridge să plece împreună cu el, precum și pentru a le spune despre demența lui Troi. După ce a fost refuzat din nou, Picard le spune că Enterprise va rămâne pentru a-i proteja cât timp trăiesc și se întoarce pe navă. Nava spațială extraterestră apare din nou și distruge casa familiei Uxbridge. Picard ordonă un atac asupra navei; spre deosebire de întâlnirea anterioară, de data aceasta, nava este distrusă cu ușurință de puterea de foc a Enterprise. Suspectând ceva, Picard cere ca Enterprise să se deplaseze pe o orbită mai înaltă și să continue scanările planetei; după o scurtă perioadă de timp, locuința familiei Uxbridge reapare.
Picard ordonă ca familia Uxbridge să fie teleportată pe Enterprise și îl confruntă pe Kevin cu detaliile pe care le-a dedus: casa lui Kevin și a lui Rishon a fost distrusă în atac și Rishon a fost ucisă, dar Kevin, care nu este om, le-a recreat pe amândouă. Nava de război extraterestră este un dispozitiv al lui Kevin pentru a face ca Enterprise să plece: în ultimul atac, părea că a distrus familia Uxbridge, deoarece atunci Enterprise nu mai avea nevoie să rămână și să-i apere. Kevin admite adevărul, iar iluzoria Rishon dispare. Merge la Troi pentru a înlătura muzica care o tortura, pe care o pusese în mintea ei încercând să o împiedice să-l identifice telepatic.
Kevin dezvăluie că este un Douwd, o energie nemuritoare care are multe puteri. În timp ce călătorea în formă umană, s-a întâlnit cu Rishon, s-a îndrăgostit și s-a stabilit cu ea pe Rana IV. Când planeta a fost atacată de o specie agresivă, distrugătoare numită Husnock, el a refuzat să se alăture luptei în conformitate cu pacifismul specie sale. Rishon s-a alăturat apărătorilor coloniei - și a fost ucisă în bătălia care a urmat, pierzând-o pentru totdeauna, întrucât învierea ei era ceva dincolo de abilitățile sale extraordinare. 
Lovit de durere și dorind răzbunare, Kevin a dezlănțuit puterile sale extraordinare și a eliminat întreaga specie Husnock - peste 50 de miliarde. Înfricoșat de crima sa, el a ales să se exileze pe planetă, creând replicile lui Rishon și casa lor cu care să-și petreacă restul veșniciei și să folosească o recreare a navei Husnock ca intimidare pentru a-și păstra intimitatea. Picard spune că nu este judecător și că nu are legi care să se potrivească magnitudinii acestei crime. Enterprise îl părăsește pe Kevin și iluzia lui, iar Picard confirmă că va emite un avertisment ca această planetă să nu fie vizitată. Picard opinează mai târziu în jurnalul său că este cel mai bine ca o ființă atât de puternică și conștiincioasă cum este Kevin să fie lăsată singură.

## Vezi și
- 1989 în științifico-fantastic